# 佩布奇
佩布奇（Paix Bouche）是加勒比海岛国多米尼克北部的一个内陆村庄。由圣安德鲁区负责管辖，2001年人口306人，同时有岛上最陡峭的道路。该地名在当地克里奥尔语的词义为“闭嘴”。